# Capital Gay
Capital Gay war eine von 1981 bis 1995 wöchentlich erscheinende kostenlose Zeitung für Lesben und Schwule mit Sitz und Redaktion in London. Die Zeitung wurde von Graham McKerrow und Michael Mason gegründet. Die erste Ausgabe erschien am 26. Juni 1981 während der Londoner Gay Pride Week, das letzte Heft am 30. Juni 1995. Ungeachtet ihres Titels wurde die Zeitung auch in Brighton verteilt, die Gesamtauflage lag Mitte der 1980er Jahre bei 50.000, zum Zeitpunkt der Einstellung nur noch bei 20.000 Heften.

## Frühe Geschichte
In den frühen 1980er Jahren erschien Capital Gay zunächst als eine zum Preis von 0,20 £ angebotene wöchentliche Zeitung von und für schwule Männer. Nach sechs Monaten wurde die Zeitung kostenlos in schwulen Clubs, Bars, Kneipen und anderen Orten des Zusammentreffens verteilt. Die weitere Finanzierung erfolgte durch Anzeigeneinnahmen. Die Auftraggeber waren häufig jene Unternehmen, in denen Capital Gay bevorzugt ausgelegt wurde.
Die Herausgeber versuchten, einerseits triviale Nachrichten aus der Londoner Schwulenszene und ihrem Freizeitangebot und andererseits eine engagierte Unterstützung der sich formierenden Schwulenbewegung in ihrem Blatt zu vereinen. Dabei beschäftigte Capital Gay erfahrene Journalisten und legte großen Wert auf eine den Tatsachen entsprechende Berichterstattung. Die Berichterstattung richtete sich wiederholt gegen homophobe Parlamentsabgeordnete, die lokalen Behörden und eine von Vorurteilen gegenüber Homosexuellen geprägte Polizei.

## Bedeutung für die LGBT-Bewegung
Capital Gay unterstützte das London Lesbian and Gay Switchboard und nahm Anteil an den Ereignissen in der Londoner Schwulengemeinde. Die Redaktion thematisierte in offensiver Weise die Anliegen der Lesben- und Schwulenbewegung. Beispielhaft für die große Bedeutung der Capital Gay in der sich formierenden LGBT-Bewegung stehen die Aussagen von Mark Ashton, einem der Londoner Gründer von Lesbians and Gays Support the Miners. In einem Interview mit der US-amerikanischen linken Zeitschrift Radical America, das noch vor dem Ende des britischen Bergarbeiterstreikes 1984/1985 geführt wurde, erklärte Ashton dass die Gruppe durch die Veröffentlichungen in der Capital Gay eine „enorme“ öffentliche Aufmerksamkeit erzielt habe.
Ende 1982 war die Capital Gay die erste britische Zeitung, die mit fünfmonatiger Verzögerung über den ersten Todesfall eines an AIDS erkrankten Patienten im Vereinigten Königreich berichtete. Die weltweit erste regelmäßig veröffentlichte Kolumne über AIDS erschien ebenfalls seit 1982 in Capital Gay, verfasst von Julian Meldrum.
Das Oxford English Dictionary zitiert Capital Gay als erste Publikation, für die die Verwendung des Begriffes HIV belegt ist. Capital Gay hatte in ihrer Ausgabe vom 11. April 1986 darüber berichtet, dass ein internationales Komitee zur Festlegung der Namen von Viren sich mit der seinerzeit umstrittenen Frage befasst und sich Gerüchten zufolge auf die Bezeichnung human immune deficiency virus (HIDV oder HIV) geeinigt haben soll. Erst am 1. Mai 1986 veröffentlichte ein Unterausschuss des International Committee on Taxonomy of Viruses einen entsprechenden Beschluss in der britischen Fachzeitschrift Nature.
Über mehrere Jahre hinweg weitete Capital Gay ihr Verbreitungsgebiet auf weitere Städte mit großen Schwulengemeinden aus, wie Manchester und Brighton. Auf diese Weise sollte der schlechten Verfügbarkeit zuverlässiger Informationen über AIDS in einer Zeit begegnet werden, als derartige Angaben weder in der allgemeinen Presse noch in medizinischen Fachzeitschriften öffentlich verfügbar waren. Die außerhalb Londons zu verteilende Auflage wurde mit dem Zug verschickt und vor Ort von ehrenamtlichen Unterstützern in Clubs, Bars und Hotels verteilt.
Die äußere Erscheinung des ursprünglichen Schwulenblattes spiegelt die inhaltliche Entwicklung wider: während die Titelunterschrift zu Beginn noch A Weekly Newspaper Published by Gay Men lautete, wurde sie später in A Weekly Newspaper for Lesbians and Gay Men geändert.

## Brandanschlag
Im Dezember 1987, während der politischen Auseinandersetzung um die Section 28, waren die Büros von Capital Gay das Ziel eines Brandanschlags, bei dem lediglich Sachschaden entstand. Nachdem sie von dem Unterhaus-Abgeordneten Tony Banks von der Labour Party während einer Unterhaussitzung der Rechtfertigung des Anschlags beschuldigt worden war, wurde seine Kollegin Dame Elaine Kellett-Bowman von der Conservative Party im Hansard mit der Antwort zitiert: „I am quite prepared to affirm that it is quite right that there should be an intolerance of evil.“ (deutsch: „Ich bin bereit zu bestätigen, dass es richtig ist, dass es eine Intoleranz gegenüber dem Bösen geben sollte.“)

## Niedergang und Schließung
Mit der seit 1987 in London erschienenen Pink Paper, ebenfalls einer kostenlosen Wochenzeitung für Lesben und Schwule, fand Capital Gay einen starken Wettbewerber. Noch schwieriger wurde die Situation, als ab 1991 mit Boyz eine landesweit verteilte kostenlose Zeitung erschien, die sich nur noch gezielt an Schwule richtete und mehr auf die Präsentation von Freizeitthemen als auf die Verbesserung der gesellschaftlichen Situation von Lesben und Schwulen ausgerichtet war. Der in der Folgezeit weiter verschärfte Wettbewerb und sinkende Anzeigeneinnahmen führten zu einer immer geringeren Auflage, und im Juni 1995 zur Einstellung der Capital Gay.